# 方向鍵

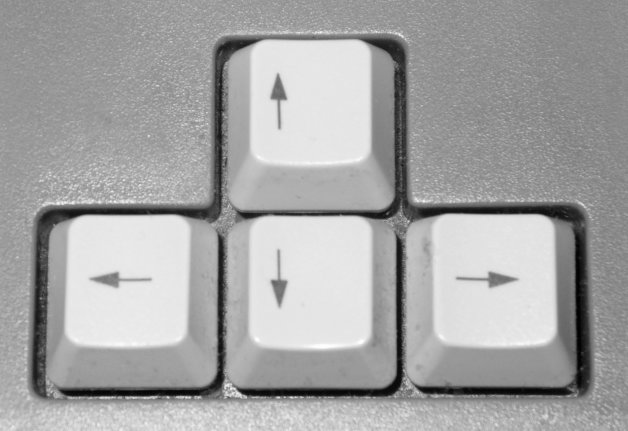
方向鍵

方向鍵是電腦鍵盤上的用以控制方向的鍵，用途一般是在鍵入文字時移動遊標或玩電子遊戲時控制方向。它們一般有四個，即左右上下四個方向箭頭。
方向鍵一般位于小鍵盤的左方，一般為倒T字結構，這種造型的方向鍵始于迪吉多1982年造的LK201型鍵盤。但實際也有菱形或綫性分部的方向鍵存在。

## 外部連結
- The Nerd Corner: Inverse-T History （页面存档备份，存于）